# Renzo Biondani
Renzo Biondani (Mantova, 2 ottobre 1931 – Mantova, 6 aprile 2010) è stato un calciatore italiano, di ruolo portiere.

## Carriera
Ha iniziato la carriera con il Mantova, con cui gioca dal 1952 al 1954 in Serie C e nella stagione 1954-1955 in IV Serie, per poi trasferirsi alla Salernitana in Serie B; per un breve periodo nel 1955 è stato inoltre tesserato del Milan, squadra di Serie A, con cui non ha però mai giocato in partite ufficiali. In seguito è andato a giocare nel Foggia, con cui ha conquistato due promozioni dalla Serie C alla Serie B; ha infine chiuso la carriera ai mantovani dell'Ostiglia, con cui ha giocato per una stagione in Serie D. In carriera ha giocato complessivamente 57 partite in Serie B, 52 delle quali con il Foggia.

## Palmarès

### Club

#### Competizioni nazionali
- Serie C: 2

Foggia: 1959-1960, 1961-1962